# Abronia angustifolia
Abronia angustifolia är en underblomsväxtart som beskrevs av Edward Lee Greene. Abronia angustifolia ingår i släktet Abronia och familjen underblomsväxter. Inga underarter finns listade i Catalogue of Life.